# Camila Baccaro
Camila Baccaro (Paysandú, Uruguay, 1 de agosto de 1998) es una futbolista uruguaya que juega como mediocampista en el Club Atlético Boca Juniors del  Campeonato de Fútbol Femenino de Primera División A de Argentina. Es internacional con la selección de Uruguay.

## Inicios
En la infancia, Camila Baccaro jugaba al básquet y fue llamada para jugar en la selección de Uruguay. A los 14 años realizó un cambio de deporte y se decidió por ejercer el fútbol. Los primeros pasos con la pelota fue en el Club Unión de Paysandú, localidad que la vio nacer. Ese equipo disputaba el Campeonato del Interior pero nunca tuvo la chance de jugar en el torneo uruguayo.
Baccaro declaró que le gustaría jugar en el exterior para sumar más experiencia pero también le gustaría jugar para el Club Atlético Peñarol de Uruguay, equipo del cual es hincha.
La mediocampista se desempeña como volante central, zurda, con marca y pegada desde media distancia, destaca con el dominio de la pelota y el juego aéreo.

## Trayectoria

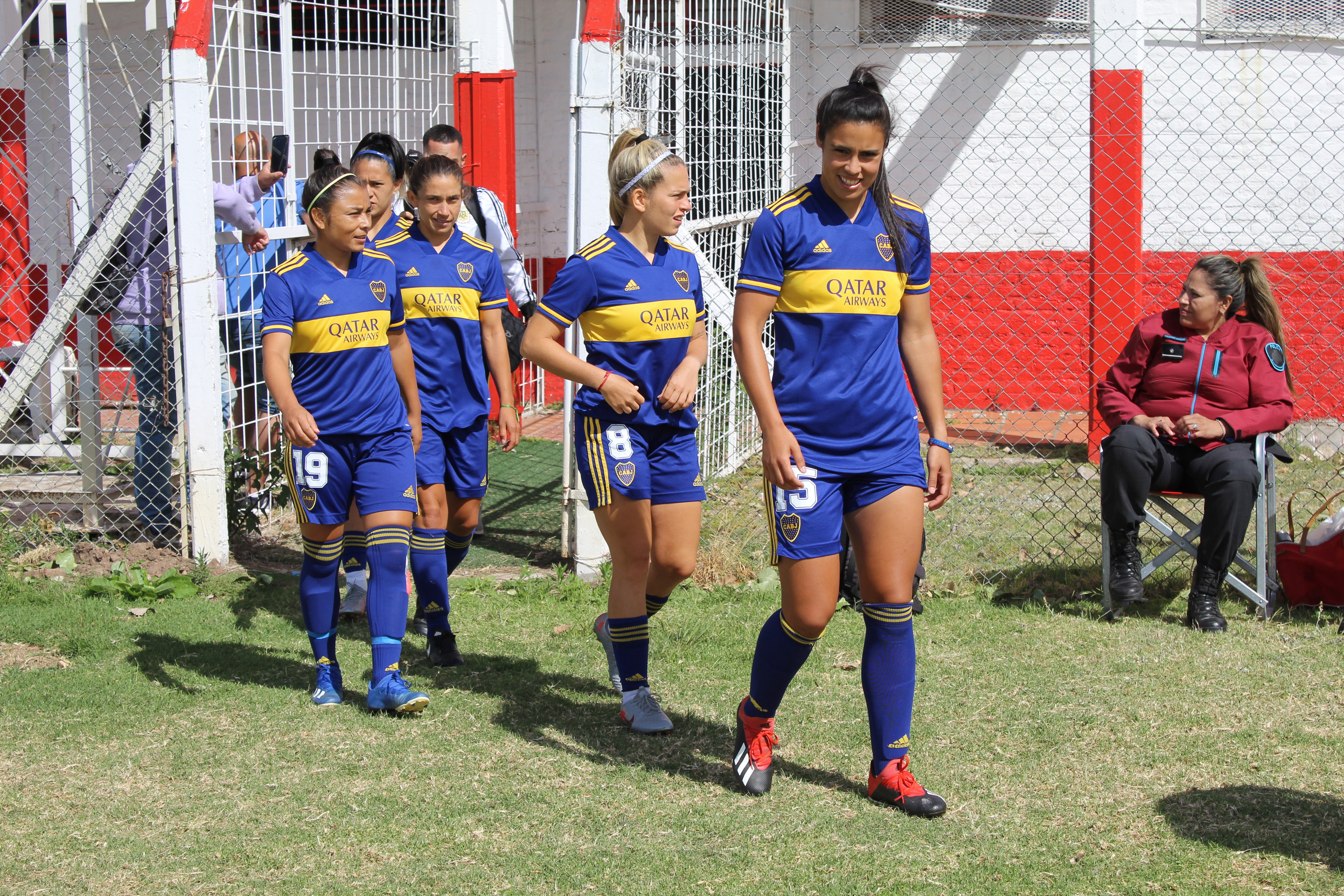
Baccaro (adelante) jugando para Boca Juniors.

Camila Baccaro comenzó a jugar al fútbol en el Club Unión de Paysandú, en dicha institución estuvo jugando durante 6 años.
Durante mayo y julio, la volante decidió viajar a Buenos Aires a continuar su carrera futbolística enrolándose en el Club Atlético Independiente de Avellaneda a los 21 años.
Durante la pandemia, Baccaro había quedado libre del Club Atlético Independiente, no renovando contrato. 
El 30 de septiembre de 2020, pasa a formar parte de Las Gladiadoras para jugar en el Club Atlético Boca Juniors.

“Es un sueño hecho realidad, espero dar lo mejor de mí y hacer historia con este club tan grande. Es el más grande de la Argentina”, declaró para el medio BocaFutFemenino.
BocaFutFemenino.

Luego de un paso por el fútbol húngaro en el Szombathelyi Haladás, el 21 de julio de 2023 es anunciada de vuelta como jugadora del Club Atlético Boca Juniors.

## Selección nacional
Baccaro debutó con la selección de Uruguay el 15 de junio de 2021, en el partido revancha de la Copa BSE disputada ante Puerto Rico.

## Estadísticas

### Clubes
| Club                   | País      | Año               |
| ---------------------- | --------- | ----------------- |
| Club Unión de Paysandú | Uruguay   | 2014 - 2019       |
| Independiente          | Argentina | 2019 - 2020       |
| Boca Juniors           | Argentina | 2020 - 2021       |
| Santa Fe               | Colombia  | 2022              |
| Szombathelyi Haladás   | Hungría   | 2022 - 2023       |
| Boca Juniors           | Argentina | 2023 - Actualidad |